# Arquidiócesis de Teherán-Isfahán
La arquidiócesis de Teherán-Isfahán (en latín: Archidioecesis Teheranensis-Hispahanensis Latinorum y en persa: اسقف نشینی کاتولیک رومی تهران-اصفهان‎, romanizado: Ōsghof-neshin Kātolik Romi Tehrān-Esfahān) es una circunscripción eclesiástica de la Iglesia católica en Irán. Se trata de una arquidiócesis latina, inmediatamente sujeta a la Santa Sede. Desde el 8 de enero de 2021 su arzobispo es el cardenal Dominique Joseph Mathieu, de la Orden de Frailes Menores Conventuales.

## Territorio y organización

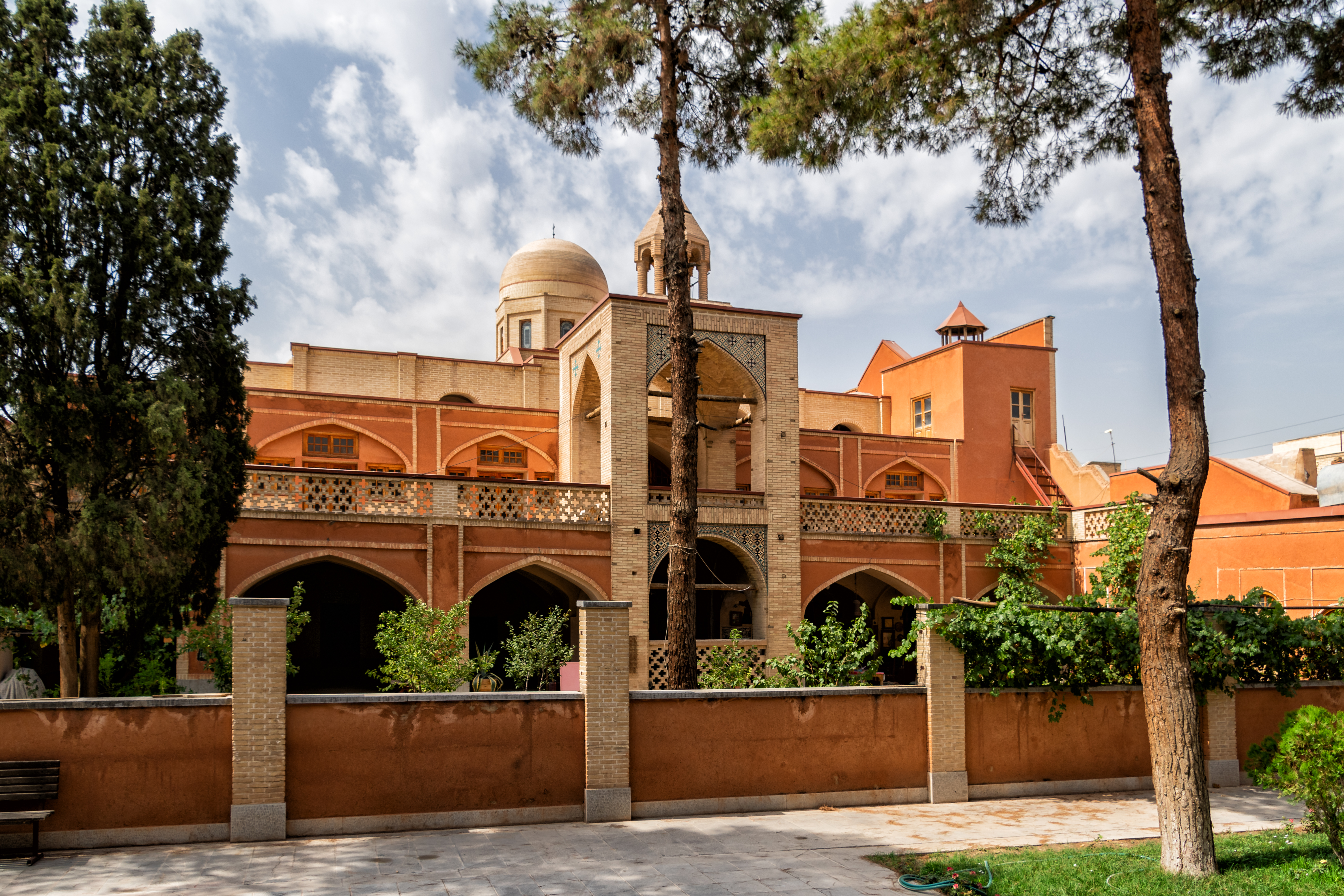
Iglesia de Nuestra Señora del Rosario, en el barrio de Nueva Julfa en Isfahán

La arquidiócesis tiene 1 648 195 km² y extiende su jurisdicción sobre los fieles católicos de rito latino residentes en todo el territorio de Irán. El gobierno iraní reconoce oficialmente a los cristianos como minoría religiosa y les permite practicar su culto, aunque sus iglesias están estrechamente vigiladas y sus derechos severamente restringidos. Distribuir Biblias en idioma farsi es ilegal, al igual que cualquier tipo de proselitismo Irán y la Santa Sede mantienen relaciones diplomáticas desde 1954.

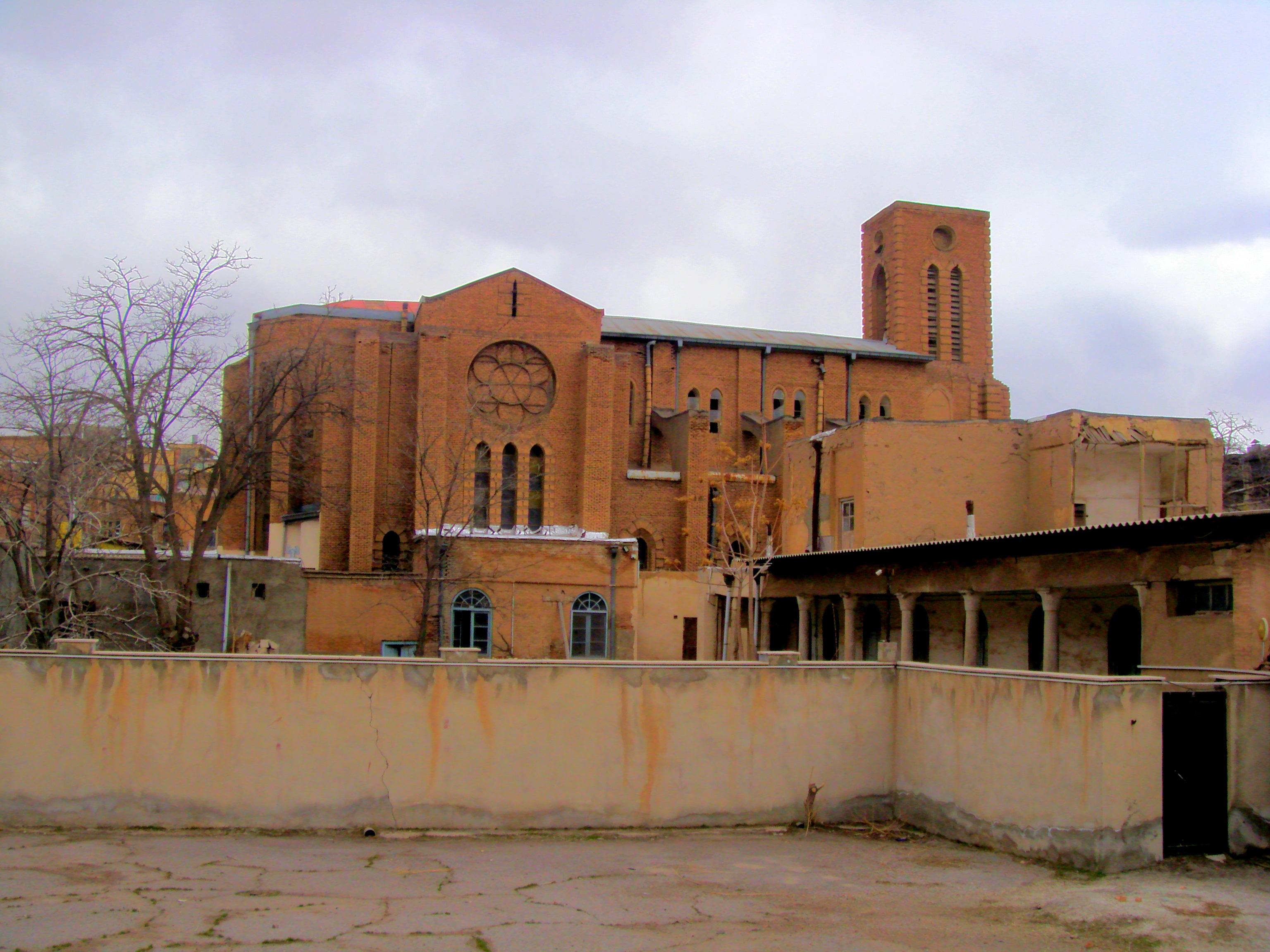
Iglesia de San Lázaro, en Tabriz

La sede de la arquidiócesis se encuentra en la ciudad de Teherán, en donde se halla la Catedral de la Consolata en las inmediaciones de la embajada de Italia. La iglesia de Nuestra Señora del Rosario en Isfahán fue construida en 1681 y completamente restaurada en 2005.

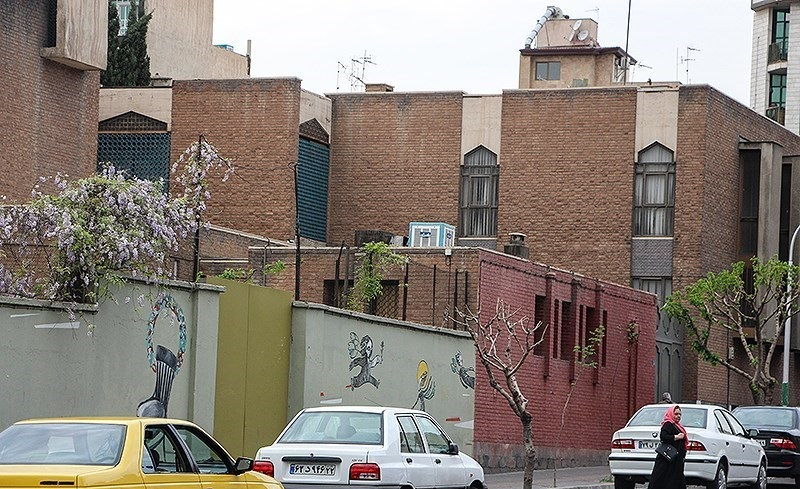
Iglesia de San Abraham, en Teherán

En 2023 en la arquidiócesis existían 7 parroquias.

## Historia

### Antecedentes
La primera misión latina en Persia fue obra de los misioneros dominicos y franciscanos, quienes, enviados por el papa Inocencio IV en 1246 en misión al Imperio Mongol, se detuvieron en el norte de Persia: en 1318 se erigió la sede metropolitana de Soltaniyeh (capital del Ilkanato), con seis diócesis sufragáneas, entre las cuales las diócesis de Tabriz y Maraghe estaban en el actual territorio de Irán. El primer arzobispo fue el dominico Francesco da Perugia. La invasión de Tamerlán puso fin a este primer intento de los misioneros latinos en 1380.
Se estableció una nueva misión cuando el rey Felipe III de España (Felipe II de Portugal) envió una delegación al sah persa Abás el Grande, que era tolerante con la religión cristiana. En 1602 los primeros misioneros agustinos portugueses llegaron a Isfahán (capital del Imperio safávida desde 1598) procedentes de estaciones erigidas en Mascate y Ormuz a finales del siglo XVI y en 1603 llegó una misión desde Goa. La Corona hispanoportuguesa consideraba a Persia sujeta al Padroado y por lo tanto bajo la jurisdicción de la arquidiócesis de Goa, lo que no fue aceptado por el papa Clemente VIII que en 1608 envió a los carmelitas descalzos, quienes abrieron una iglesia en Isfahán. Durante la guerra otomano-safávida en 1604 Abás el Grande ordenó la destrucción de la ciudad de Najicheván y el traslado de gran parte de la población armenia de Yulfa a Isfahán en 1605, entre ellos a católicos armenios de rito latino de la arquidiócesis de Najicheván. Los misioneros se dedicaron principalmente a asistir a estos católicos armenios. En 1628 llegaron los capuchinos y los teatinos a Georgia (entonces sometida al Imperio safávida).

### Diócesis de Isfahán
Tras esos auspiciosos comienzos, la Santa Sede instituyó la diócesis de Isfahán, erigida el 12 de octubre de 1629 por decreto de la Congregación de Propaganda Fide. Algunas fuentes señalan que su territorio fue separado del vicariato apostólico de Constantinopla, pero eso no es correcto ya que, además de la reclamación portuguesa de su dependencia de Goa y de que la Santa Sede solía delegar el Oriente a la Custodia de Tierra Santa, se trataba en realidad de terra nullius dioceses, y en la reunión de la Propaganda Fide del 8 de marzo de 1622 se había considerado a Persia para estar sujeta a un vicario de los patriarcas titulares latinos de Antioquía o Jerusalén, lo que luego no se realizó. Los territorios limítrofes otomanos se incorporaron al vicariato apostólico de Constantinopla posteriormente y antes de 1742. 
Los acuerdos comerciales entre el rey Luis XIV de Francia y las autoridades safávidas (1708 y 1715), que implicaban la libertad de ejercer la religión en Persia, mejoraron mucho las condiciones de los católicos en el país: esto provocó un aumento en su número, principalmente debido a la llegada de comerciantes europeos, y a la construcción de iglesias y escuelas. La mayoría de los conversos al catolicismo eran armenios, que habían sido deportados a Persia durante el período safávida. En la segunda mitad del siglo XVII llegaron al país los jesuitas (1652) y dominicos (1695).
La Santa Sede designó como primer obispo de Isfahán al carmelita español Juan Boldames Ibáñez (o Giovanni Taddeo di Sant'Eliseo) el 6 de septiembre de 1632. El mismo día erigió la diócesis de Bagdad y nombró a otro carmelita español, Timoteo Pérez Vargas, como su primer obispo. Debido a que Boldames Ibáñez estaba enfermo, Pérez Vargas fue a la vez designado su coadjutor en Isfahán. El 18 de septiembre de 1632 ambos fueron consagrados obispos en Roma y partieron a sus destinos. El 3 de noviembre de 1632 la Propaganda Fide fijó por decreto los límites entre ambas diócesis: la de Isfahán comprendía el territorio persa, excepto Armenia y Georgia (en donde existía la arquidiócesis de Najicheván); mientras que la de Bagdad comprendía Asiria y Mesopotamia. En la bula de nombramiento en papa le encargó la tarea de reconciliación con los "cismáticos, herejes y apóstatas" de su territorio. Boldames Ibáñez falleció el 5 de septiembre de 1633 y Pérez Vargas asumió en Isfahán.
El Tratado de Zuhab del 17 de mayo de 1639 finalizó la guerra otomano-safávida y toda Mesopotamia y partes de Armenia y Georgia fueron cedidas al Imperio otomano, por lo que la diócesis de Isfahán comprendía desde entonces casi todo el territorio remanente del Imperio safávida.
El 23 de mayo de 1742 el papa Benedicto XVI decretó que los territorios limítrofes de la arquidiócesis de Najicheván y de la diócesis de Isfahán con el vicariato apostólico de Constantinopla, pasaran a una u otro según el imperio que los dominara.
El final de la dinastía safávida a mediados del siglo XVIII condujo a un colapso gradual del cristianismo en Persia. Se hizo cada vez más difícil el trabajo de los misioneros y obispos, que se vieron privados de la catedral y la residencia en Isfahán, y por ello obligados a residir en el convento carmelita de Nor Jowla. El último administrador apostólico, Juan de Aruthiun, armenio de rito latino, huyó a Bagdad con los fieles supervivientes en 1789. Los despachos de la época comunican a Roma que «la misión de Persia por la opresión de ese gobierno tiránico se reduce al número de sólo siete católicos, mientras que los demás han huido o muerto...» Todas las misiones católicas de los jesuitas, dominicos y carmelitas fueron destruidas.
A principios del siglo XIX la diócesis fue confiada, como administradores apostólicos, a los obispos de la sede de Bagdad: en ese momento, los católicos latinos en el país se redujeron a un pequeño número, unos 200 fieles con un solo sacerdote.
Cuando se erigió la delegación apostólica de Persia en 1874, la diócesis de Isfahán se separó de la de Bagdad, y durante un breve tiempo los delegados apostólicos, que residían en Urmía, asumieron también el título de administradores apostólicos de la diócesis.

### Sede en Urmía
El 1 de julio de 1910 fue elevada al rango de arquidiócesis y confiada al lazarista Jacques-Emile Sontag, quien transfirió la sede a Urmía. El 27 de julio de 1918 Sontag fue fusilado por las tropas otomanas, que al comienzo de la Primera Guerra Mundial habían invadido Persia y asesinado a miles de cristianos. Antes de la llegada de los turcos, la arquidiócesis contaba con 74 sacerdotes, 62 iglesias, 62 escuelas y 2 seminarios.
Después de la muerte de Sontag, la sede ya no tuvo obispos residentes y fue confiada primero a los misioneros locales y luego a partir de 1934 a los delegados apostólicos de Persia (internuncios después de la Segunda Guerra Mundial).

### Sede en Teherán
En 1974 se nombró un nuevo arzobispo, Kevin William Barden, quien trasladó la sede de Urmía a Teherán. Posteriormente, debido a la Revolución islámica, el arzobispado quedó vacante tras la expulsión del irlandés Barden del territorio iraní, y recién en 1989 se pudo nombrar un nuevo arzobispo.
El 8 de enero de 2021 el papa Francisco renombró la arquidiócesis a Teherán-Isfahán y designó al belga Dominique Mathieu como arzobispo. El 7 de diciembre de 2024 el papa Francisco lo creó cardenal, asignándole el título de Santa Juana Antida Thouret.

## Estadísticas
Según el Anuario Pontificio 2024 la arquidiócesis tenía a fines de 2023 un total de 6260 fieles bautizados.
| Año                                                                             | Población    | Población | Población      | Sacerdotes | Sacerdotes | Sacerdotes | Católicos por sacerdote | Diáconos permanentes | Religiosos | Religiosos | Parroquias y cuasiparroquias |
| Año                                                                             | Católicos    | Total     | % de católicos | Total      | Diocesanos | Regulares  | Católicos por sacerdote | Diáconos permanentes | Masculinos | Femeninos  | Parroquias y cuasiparroquias |
| ------------------------------------------------------------------------------- | ------------ | --------- | -------------- | ---------- | ---------- | ---------- | ----------------------- | -------------------- | ---------- | ---------- | ---------------------------- |
| 1949                                                                            | 2000         | 15 000    | 0.0            | 23         |            | 23         | 86                      |                      | 26         |            | 6                            |
| 1970                                                                            | 4500         | 26 000    | 0.0            | 28         |            | 28         | 160                     |                      | 38         | 24         | 4                            |
| 1980                                                                            | 4000         | ?         | 0.0            | 29         | 2          | 27         | 137                     | 1                    | 29         | 34         | 8                            |
| 1990                                                                            | 2000         | ?         | 0.0            | 8          |            | 8          | 250                     |                      | 8          | 12         | 6                            |
| 1999                                                                            | 4000         | ?         | 0.0            | 5          |            | 5          | 800                     |                      | 6          |            | 6                            |
| 2000                                                                            | 14 000       | ?         | 0.0            | 6          |            | 6          | 2333                    |                      | 8          |            | 6                            |
| 2001                                                                            | 10 000       | ?         | 0.0            | 6          |            | 6          | 1666                    |                      | 8          |            | 6                            |
| 2002                                                                            | 10 000       | ?         | 0.0            | 6          |            | 6          | 1666                    |                      | 6          |            | 6                            |
| 2003                                                                            | 10 000       | ?         | 0.0            | 6          |            | 6          | 1666                    |                      | 6          | 12         | 6                            |
| 2004                                                                            | 10 000       | ?         | 0.0            | 6          |            | 6          | 1666                    |                      | 6          | 12         | 6                            |
| 2005                                                                            | 10 000       | ?         | 0.0            | 5          |            | 5          | 2000                    |                      | 5          | 13         | 6                            |
| 2013                                                                            | 2000         | ?         | 0.0            | 6          |            | 6          | 333                     |                      | 6          | 7          | 6                            |
| 2016                                                                            | 2000         | ?         | 0.0            | 3          |            | 3          | 666                     |                      | 3          | 5          | 3                            |
| 2019                                                                            | 6000         | ?         | 0.0            | 2          |            | 2          | 3000                    |                      | 3          | 5          | 6                            |
| 2022                                                                            | 62 000 (sic) |           |                |            |            |            |                         |                      |            | 5          | 5                            |
| 2023                                                                            | 6260         |           |                |            |            |            |                         |                      |            | 5          | 7                            |
| Fuente: Catholic-Hierarchy, que a su vez toma los datos del Anuario Pontificio. |              |           |                |            |            |            |                         |                      |            |            |                              |

## Episcopologio

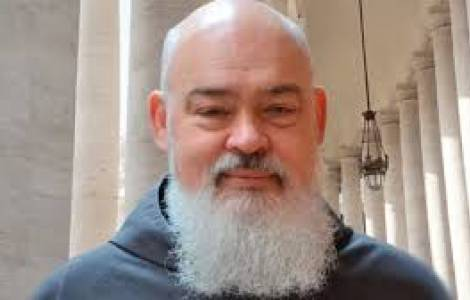
Cardenal Dominique Joseph Mathieu, arzobispo de Teherán-Isfahán desde 2021

- Juan Boldames Ibáñez (o Giovanni Taddeo di Sant'Eliseo), O.C.D. † (6 de septiembre de 1632-5 de septiembre de 1633 falleció)[nota 4]
- Timoteo Pérez Vargas, O.C.D. † (5 de septiembre de 1633 por sucesión-23 de diciembre de 1639 nombrado obispo titular de Listra)[nota 5]
  - Sede unida a Bagdad (1639-1693)
- Elias Mutton (Elia di Sant'Alberto), O.C.D. † (26 de octubre de 1693-3 de noviembre de 1708 falleció)[nota 6]
  - Sede vacante (1708-1716)
- Giovanni Battista Fedele (Barnaba da Milano), O.P. † (8 de junio de 1716-8 de enero de 1731 falleció)[nota 7]
- Camillo Apollonio Malachisi (Filippo Maria di Sant'Agostino), O.C.D. † (11 de agosto de 1732-13 de agosto de 1749 falleció)
- Marco Antonio Piacentini (Sebastiano di Santa Margherita), O.C.D. † (15 de marzo de 1751-22 de junio de 1755 falleció)
  - Sede vacante (1755-1758)
- Giuseppe Reina (Cornelio di San Giuseppe), O.C.D. † (2 de octubre de 1758-mayo de 1797 falleció)[nota 8]
  - Giovanni Battista de Bernardis † (20 de noviembre de 1772-circa 1775 falleció) (administrador apostólico)
  - Giovanni d'Aruthiun † (8 de junio de 1776-1789) (administrador apostólico)
  - Sede unida a Bagdad (1789-1874)
  - Augustin-Pierre Cluzel, C.M. † (30 de marzo de 1874-12 de agosto de 1882 falleció) (administrador apostólico)
  - Jacques-Hector Thomas, C.M. † (4 de mayo de 1883-9 de septiembre de 1890 renunció) (administrador apostólico)
  - Hilarion-Joseph Montéty, C.M. † (13 de febrero de 1891-1896 renunció) (administrador apostólico)
  - François Lesné, C.M. † (20 de abril de 1896-11 de febrero de 1910 falleció) (administrador apostólico)
- Jacques-Emile Sontag, C.M. † (13 de julio de 1910-27 de julio de 1918 falleció)
  - Agostino Dolci † (septiembre de 1918-?) (administrador apostólico)
  - Giuseppe Ludovico di Gesù, O.C.D. † (11 de febrero de 1922-1934?) (administrador apostólico)
  - Sede administrada por los delegados apostólicos e internuncios apostólicos (1934-1974)
- Kevin William Barden, O.P. † (30 de mayo de 1974-12 de agosto de 1982 retirado)
  - Sede vacante (1982-1989)
- Ignazio Bedini, S.D.B. (2 de diciembre de 1989-20 de enero de 2015 retirado)
  - Sede vacante (2015-2021)[nota 9]
- Dominique Joseph Mathieu, O.F.M.Conv., desde el 8 de enero de 2021